# Hugo Ferreira
Hugo Ferreira de Farias (nacido el 29 de agosto de 1997 en Arapiraca, Brasil) es un futbolista brasileño que se desempeña como lateral izquierdo. Actualmente milita en el Sport Club Corinthians Paulista.

## Carrera

### Comenzar

#### CRB y Jaciobá
Hugo nació en Arapiraca, Alagoas, y militó en el equipo juvenil del CRB .  En 2018 llegó a Jaciobá y jugó un papel importante en el ascenso del club a la élite del fútbol alagoano, después de 20 años. 

### ABC
Em 1º de maio de 2019, chegou ao ABC por empréstimo de dois anos. Em 13 de novembro, após apenas cinco partidas pelo clube, seu empréstimo foi interrompido.

### Volver a CRB
En enero de 2020, regresó al CRB. El 5 de agosto de 2020, se consagró campeón del Campeonato Alagoano 2020. Como opción de reserva para Guilherme Romão, dejó el club en mayo de 2021. 

### Goias
El 18 de mayo de 2021 se anunció en Goiás competir en el Campeonato Brasileño - Serie B.  Su presentación tuvo lugar ese mismo día.  Debutó el 4 de junio de 2021, en la victoria por 2-1 ante el Confiança, en la Serie B.  Marcó su primer gol con el club de Goiás el 15 de noviembre de 2021, en la victoria por 3-1 ante el CSA, en la Serie B.  
El 31 de mayo de 2023 quedó campeón de la Copa Verde 2023 .   El 18 de octubre de 2023, marcó un golazo ante el São Paulo, en la victoria del Esmeraldino por 2-0, en el Campeonato Brasileño de 2023 .  El 15 de diciembre de 2023 se despidió de Goiás.

### Corinthians
El 11 de enero de 2024 fue anunciado por el Corinthians con contrato hasta 2026 en una negociación libre donde el club adquirió el 80% de los derechos económicos del deportista y el otro 20% quedó en manos del propio jugador. El 12 de enero de 2024 se presentó oficialmente en el CT Joaquim Grava. Debutó con la camiseta del Corinthians el 21 de enero, en la victoria por 1-0 ante Guaraní, en el Neo Química Arena, en el Campeonato Paulista 2024. Tras su llegada inicialmente desacreditada y muy disputada, el deportista se convirtió en un titular imprescindible, en gran medida por la ausencia de Diego Palacios por lesión y por el bajo rendimiento de Matheus Bidu. Está entre los deportistas con más tiempo en la cancha del equipo en 2024.

## Títulos
Jaciobá
- Campeonato Alagoano - Segunda División : 2018

CRB
- Campeonato Alagoano : 2020

Goias
- Copa Verde : 2023